# Soraga di Fassa
Soraga di Fassa település Olaszországban, Trento megyében, a Dolomitokban, a Fassa-völgyben. Lakosainak száma 700 fő (2023. január 1.). Soraga di Fassa Falcade, Moena, San Giovanni di Fassa és Rocca Pietore községekkel határos.

## Népesség
A település népességének változása:
| Lakosok száma | 723  | 722  | 699  | 700  |
|               | 2013 | 2017 | 2018 | 2023 |